# Goatlord
Goatlord — демо-альбом норвезького гурту  Darkthrone, що вийшов у 1996 році на лейблі Moonfog Productions. У 2011 році був перевиданий лейблом Peaceville Records з новим оформленням.

## Про альбом
Goatlord був написаний у 1990 році як продовження дебютного альбому Darkthrone, Soulside Journey, і був записаний наприкінці 1990 - на початку 1991 року як інструментальний репетиційний запис. Альбом забракували, коли гурт змінив стиль з дез-металу на блек-метал. Більша частина текстів для Goatlord була написана восени 1990 року, крім двох останніх пісень, лірика для яких була дописана у 1994 році. Вокал був записаний у 1994 році Фенрізом. Жіночий вокал також був записаний ним, частково з використанням пітч-шифтера. Сатир із гурту Satyricon записав вокал для пісень «Rex» і «Sadomasochistic Rites».
Оригінальний інструментальний репетиційний запис 1991 року, представлений Фенрізом, був перезведений і відмастерений Патріком Енгелем у студії Temple of Disharmony. Під назвою Goatlord: Original він вийшов у лютому 2023 року на лейблі Peaceville Records. Нове оформлення для альбому намалював Збігнєв Бєляк. На цьому перевиданні альбому були представлені альтернативні назви пісень із попередніх релізів, а також інструментальна версія треку «A Blaze in the Northern Sky». В інтерв'ю журналу Voices from the Darkness Фенріз сказав: «Ми повинні були випустити її без вокалу, це було б краще. Це мав би бути просто репетиційний запис». За словами рецензента laut.de Яна Теммінгхоффа, Goatlord: Original - це «свідчення часу, що має музейну цінність».

## Список композицій
| #     | Назва                                     | Тривалість |
| ----- | ----------------------------------------- | ---------- |
| 1.    | «Rex»                                     | 3:48       |
| 2.    | «Pure Demoniac Blessing»                  | 2:35       |
| 3.    | «(The) Grimness of Which Shepherds Mourn» | 4:23       |
| 4.    | «Sadomasochistic Rites»                   | 4:04       |
| 5.    | «As Desertshadows»                        | 4:42       |
| 6.    | «In His Lovely Kingdom»                   | 3:24       |
| 7.    | «Black Daimon»                            | 3:50       |
| 8.    | «Toward(s) the Thornfields»               | 3:37       |
| 9.    | «(Birth of Evil) Virgin Sin»              | 3:25       |
| 10.   | «Green Cave Float»                        | 4:02       |
| 37:47 |                                           |            |

## Учасники запису
- Fenriz - ударні, вокал
- Nocturno Culto - провідна гітара
- Zephyrous - ритм-гітара
- Dag Nilsen - бас
- Satyr - бек-вокал